# 파리의 노트르담

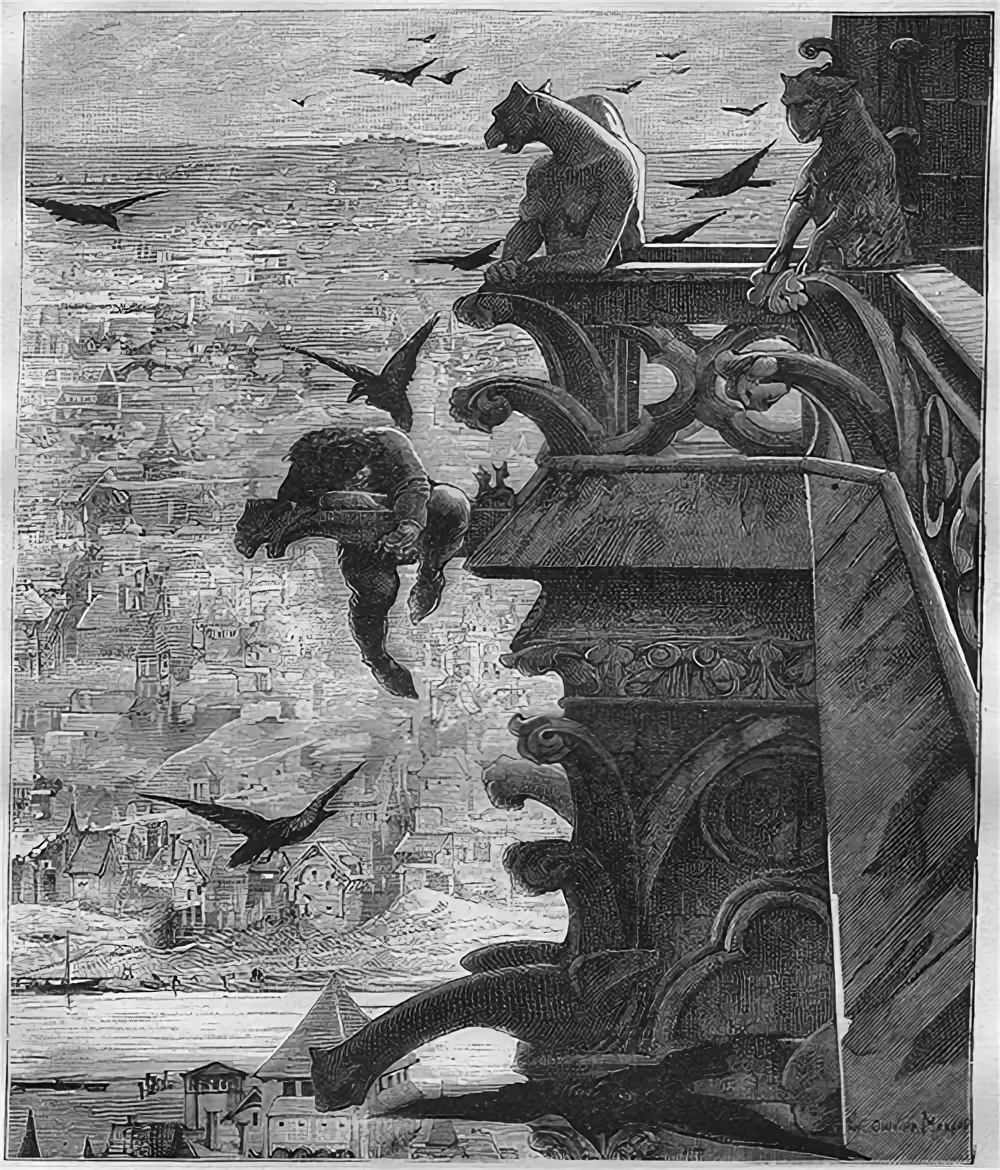
초판의 삽화

《파리의 노트르담》(프랑스어: Notre-Dame de Paris)은 프랑스의 작가 빅토르 위고가 1831년에 발표한 소설이다. 영어로 번역되어 출간될 때의 제목인 노틀담의 꼽추(영어: The Hunchback of Notre-Dame)로도 알려져있다. 15세기 프랑스 파리의 노트르담 대성당을 배경으로 노트르담 성당과 얽힌 여러 인물들의 운명과 15세기 프랑스 사회상을 묘사하고 있다.
프랑스어로 notre는 "우리의"라는 뜻이고, dame은 여자를 정중하게 부르는 경칭이다. Notre-Dame은 "성모 마리아"를 의미하는 단어이다.

## 줄거리
1482년의 광인절날, 파리재판소의 대광실(大廣室)에서 극작가 그랭구아르의 우의극(도덕극)이 열렸다. 그러나 추기경과 플랑도프 사신들의 방문으로 인해 우의극은 망치게 되고, 광인 교황 선출대회가 시작된다. 흉측한 얼굴로 인해 노트르담 대성당의 종지기, 콰지모도가 광인 교황에 선출된다. 그랭구아르는 절망에 빠진체 파리시내를 방황하다가 '라 에스메랄다'라고 불리는 아름다운 집시아가씨를 보게되고, 밤거리에 그녀를 쫓아간다. 그러다 콰지모도와 한 남자가 집시 여자를 겁탈할려는 것을 목격하고, 콰지모도는 그랭구아르를 기절시킨다. 그러나 집시아가씨는 헌병대에게서 구출되고, 콰지모도는 붙잡힌다. 그 뒤 그랭구아르는 집시들의 소굴인 천궁으로 갔다가 붙잡히고 사형을 받기 직전에 라 에스메랄다와 결혼의식을 치르면서 목숨을 구한다. 귀머거리인 콰지모도는 겁탈죄로 귀머거리 판사에게 재판을 받게되고, 죄인 공시대에서 매를 맞게 된다. 콰지모도는 목마름에 물을 애원하지만 사람들은 비웃기만 했다. 그러한 콰지모도의 모습을 본 라 에스메랄다는 연민을 느껴 공시대 위에 올라와 콰지모도에게 물을 먹여준다.
라 에스메랄다는 자기를 콰지모도에게서 구해다 준 헌병 중대장 '페뷔스 르 데 꽁티'를 사랑하게 되고, 페뷔스와 집시아가씨는 허름한 집의 다락방에서 만나기로 약속한다. 한편 라 에스메랄다를 콰지모도와 함께 겁탈하려한 범인, 콰지모도의 주인이자 노트르담의 부주교인 클로드 프롤로는 에스메랄다의 사랑을 받는 페뷔스를 질투해, 약속장소로 가는 페뷔스를 따라갔다. 페뷔스는 만취상태여서 부교주를 경계하지 않고 함께 동행한다. 페뷔스가 집시여자가 기다리고 있는 다락방으로 올라간 뒤,부주교는 옆방에서 상황을 지켜보다가 둘이서 나누는 애정행각을 보고 분노하여 문을 부수고 페뷔스를 단도로 찔러 죽인 후 창문을 통해 강으로 뛰어들어 도망간다.
그 뒤 라 에스메랄다는 프롤로 부교주 대신 사악한 마법으로 페뷔스를 살해하려고 했다는 죄로 교수형을 선고받는다. 교수형을 받기 전, 노트르담 대성당에서 공개처형를 할 때 갑자기 콰지모도가 나타나 군사들이 함부로 침범할 수 없는 성당안으로 라 에스메랄다를 안고 달아난다. 하지만 프롤로 부주교는 라 에스메랄다를 살리고 싶어서 그랭구아르에게 집시들이 노트르담 대성당을 공격하도록 설득하라고 한다. 결국 그랭구아르의 설득으로 노트르담 대성당을 포위 공격하고, 콰지모도는 라 에스메랄다를 죽이려고 온 군사인줄 알고 집시들과 맞서 싸운다. 그틈에 부주교와 그랭구아르는 라 에스메랄다를 성당에서 빼낸다. 이윽고 그랭구아르는 라 에스메랄다의 염소를 구하러가고, 부교주와 라 에스메랄다 단 둘이서만 남게 된다. 부교주는 죽음과 자기 자신 중 하나를 선택하라고 하고, 라 에스메랄다는 부교주를 거부한다. 그러자 부교주는 평소에 집시여자를 증오하던 귀뒬테목사에게 맡기고 헌병대를 부른 다음 떠나버린다. 귀뒬테목사는 라 에스메랄다를 죽이려고 했다가 자신이 잃어버렸던 딸임을 깨닫고, 감동적인 재회를 한다. 그때 부주교가 보낸 헌병대가 오자, 귀뒬은 딸을 숨기고 거짓말을 하지만, 결국엔 들통이나 라 에스메랄다는 교수형에 처해진다. 콰지모도는 노트르담의 탑 위에서 라 에스메랄다의 죽음을 웃으면서 지켜보고 있는 부교주를 보고, 분노하여 그를 밀어뜨려 죽인다.
2년 뒤, 몽포라콩에서 사람들은 두개의 유골을 발견하는 대, 하나는 여자 유골이었고 하나는 등뼈가 구부러져있는 불구의 남자 유골이었다. 목의 추골이 안 부러져 있는 걸 봐서는 그 시신의 주인은 교수형으로 죽은 것이 아니라, 여기 와서 죽은 것이 분명했다. 그가 껴안고 있는 송장에서 그를 떼어내려고 하자, 그것은 먼지가 되어버렸다.

## 작품 해설
이 작품은 얼핏보면 아름다운 집시여인 에스메랄다를 놓고 흉칙한 얼굴을 했지만 아름다운 마음씨를 가진 콰지모도와, 겉으로는 성스러운 성직자이지만 마음 속에는 온갖 악으로 가득찬 프롤로 부주교가 벌이는 삼각관계로 보인다. 하지만 이 작품이 말하고자 하는 바는, 순수하고 깨끗한 이미지로서의 에스메랄다에게 사형선고를 내리면서 이루어진다. 즉, 다시말해서 당시 프랑스 사회에 만연해 있던 지배계층의 부패와 대중들의 군중심리로 인한 잘못된 판단으로, 결백한 에스메랄다를 희생시킴으로써, 작품이 가지고 있는 사회와 개인의 대립을 한층 더 강조했다고 할 수 있다. 그래서 이 작품을 지배하고 있던 로마 가톨릭교회와 지배층 위선과 추악함을 통렬히 풍자한 작품이라고 보는 것은 작품이 창작되는 시대상을 이해하지 않고 읽는, 피상적 소견이라 보는 것이다. 빅토르 위고가 프랑스식 계몽주의를 이끌던 한 사람으로 본다면, 이 작품은 단순한 치정소설이 아닌, 지배층에게는 '노블리스 오블리주'와 같은 책임감과 그 전까지 했던 치부에 대한 반성을, 피지배계층이었던 대중들에게는 기존의 악습과 편견, 고정관념을 버리라는 것을 알리려는 것으로 보는 것이 타당하다. 요컨데 이 소설을 통해서 '그 전까지의 퇴패적이고 어두웠던 시기를 넘어서 새로운 변화를 추구 하려면, 지배계층 뿐만이 아니라 우리 자신들부터가 바뀌어야 한다', 이렇게 빅토르 위고가 피력하고 있는 것이다. 이 작품으로 로마 가톨릭교회는 빅토르 위고의 모든 작품을 금서 목록에 올려 놓았지만, 그 당시 시기적으로 볼 때 빅토르 위고의 책들을 그 당시 지식인층들이 보지 못했다고 보기는 힘들다. 하지만 금서 목록에 들어갔다는 하나만으로도 대다수의 사람들이 읽지 못했을 것이다. 하지만 이 소설 역시 프랑스 계몽주의를 이끄는 커다란 핵심 축인 빅토르 위고의 작품이라는 점과, 작품 내의 시기 및 여러 장치들을 볼 때 그 의미가 깊다. 그리고 그 당시 프랑스 소설들의 배경은 주로 15,16세기였으며, 그 당시 화려했지만 내부는 추악하고 더러웠던 프랑스의 암울한 과거를 그리는 작품들이 대다수였으므로, 위고가 딱히 의도한대로 넣었다고 보기는 어렵다.

## 주요 등장인물
- 콰지모도
- 에스메랄다
- 클로드 프롤로
- 피에르 그랭구아르
- 페뷔스 드 샤토페르